# Хишам ибн аль-Калби
Абу-ль-Мунзир Хишам ибн Мухаммад аль-Калби (араб. هشام بن محمد بن السائب الكلبي‎; 738—819 или 821, Куфа) — исламский историк и генеалог, знаток арабской древности, перс по происхождению.

## Деятельность
Его полное имя: Абу-ль-Мунзир Хишам ибн Мухаммад ибн ас-Са’иб аль-Калби. Его главным учителем был его отец Мухаммад ибн ас-Са'иб ал-Калби, известный тем, что написал один из самых ранних проалидских комментариев к Корану. Он привил интерес к генеалогии арабских племен своему сыну, заставлял его перенимать знания у других учителей, читать лекции и участвовать в диспутах. Благодаря наставничеству отца Хишам ал-Калби составил первые полные своды генеалогий (ансаб) арабских племен.
Хишам является представителем шиитской исторической литературы, он наряду с Абу Михнафом и Наср ибн Музахим ал-Минкари обстоятельно и фундаментально описал историю Алидов настолько, что его труды стали классическими.
Также ал-Калби внёс заметный вклад в арабскую историко-географическую литературу, посвященную описанию стран (ахбар ал-булдан), путей и расстояний, земель, рек и морей, географических поясов и т. д. Академик Игнатий Крачковский считал Хишама ал-Калби первым по времени автором, который писал на общегеографические сюжеты, выходящие за пределы Аравии (например, его книга о четырёх чудесах света, о городах вне Аравии и т. д.).
Благодаря его собирательскому и исследовательскому усердию последующие поколения ученых получили не только надежный фактический материал об арабской древности (многочисленные даты, родословные, верования и т. д.), но и новый метод исторического исследования, отличительными чертами которого были точность и документированность сообщения и его передачи, сжатость и четкость суждения.

## Научные труды
Источники называют Хишама ал-Калби автором 140 сочинений, хотя в ряде случаев сочинения под такими же названиями были написаны его отцом, а также доподлинно неизвестно в какой мере сын дополнял труды своего отца.
Известный арабист Станислав Прозоров разделяет труды ал-Калби на несколько групп:
- история пророков;
- доисламская Аравия;
- «дни арабов»;
- история исламизированных стран (Иран, Йемен и т. д.);
- история ислама.

Самыми известными из сохранившихся сочинений Хишама ал-Калби являются «Генеалогия арабов», «Книга об идолах» «Родословная жеребцов до ислама и в период ислама» и «Рынки арабов». Большая часть его трудов утрачена, остались только названия, которые сохранили источники, один из таких источников является знаменитое сочинение ат-Табари «История пророков и царей».